# Dreifaltigkeitskirche (Ludwigshafen)

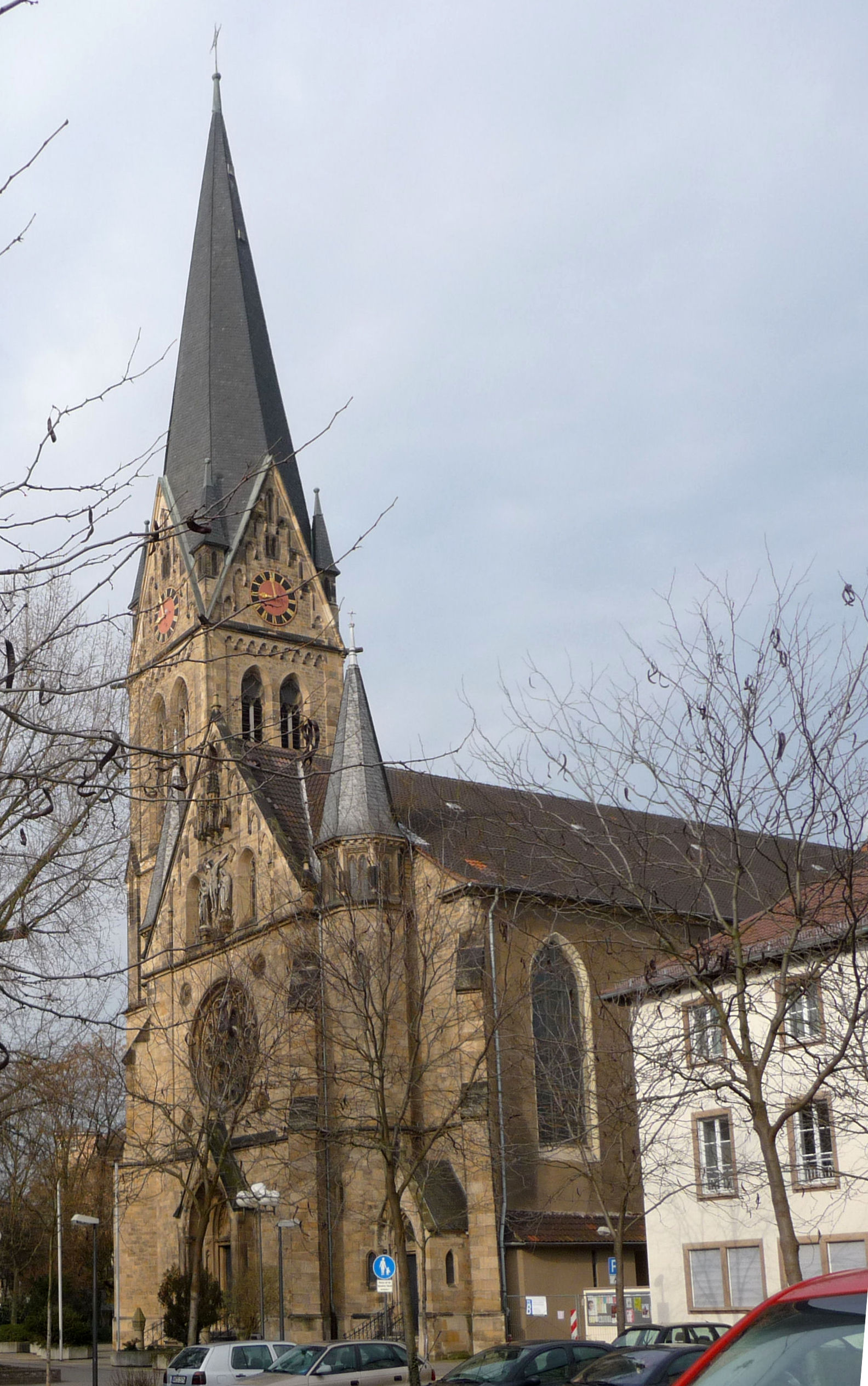
Dreifaltigkeitskirche

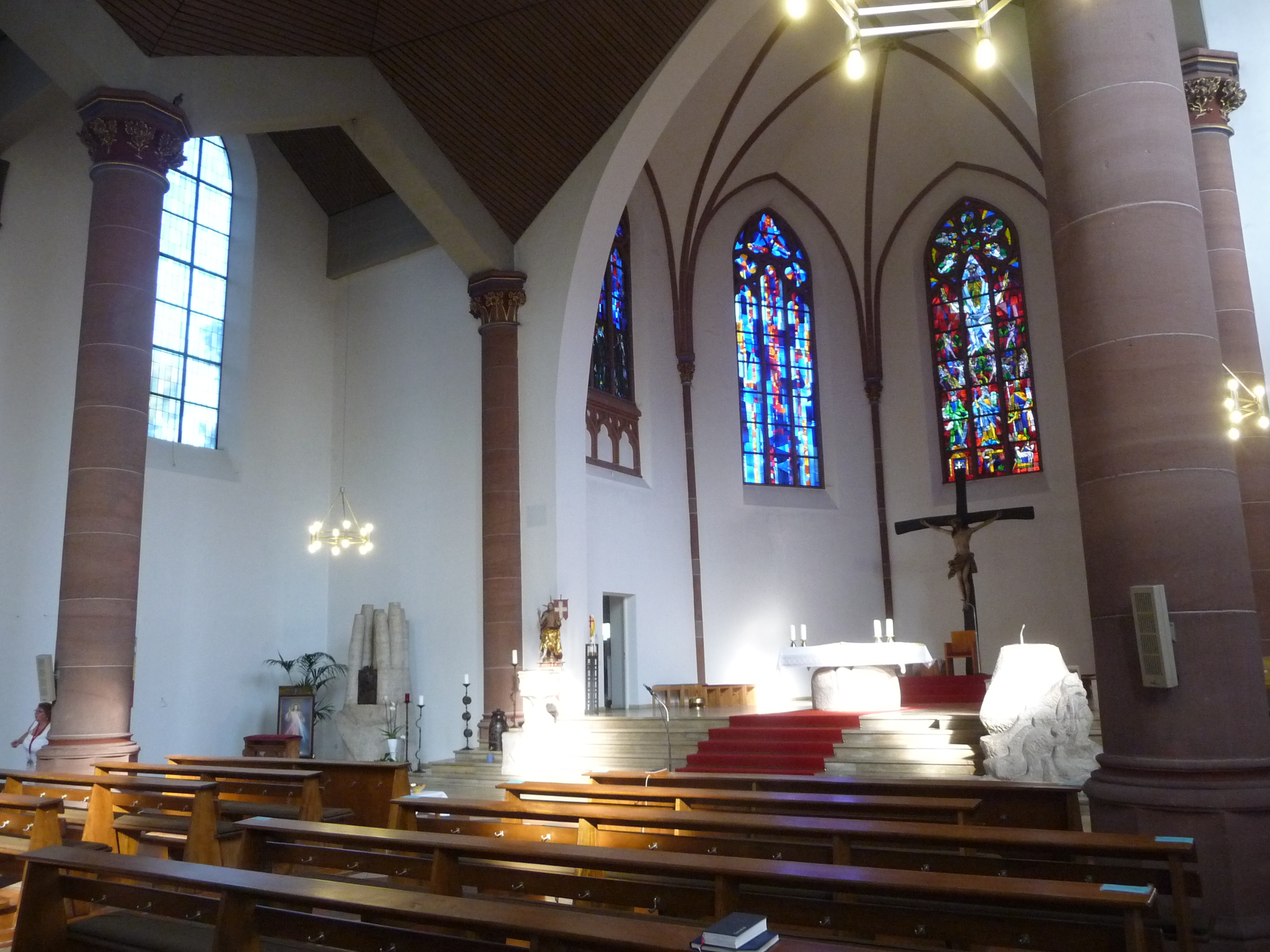
Innenraum

Die Dreifaltigkeitskirche ist eine katholische Kirche im Ludwigshafener Stadtteil Hemshof. Sie wurde zwischen 1899 und 1901 im neugotischen Stil erbaut.

## Geschichte
Die erste katholische Kirche im erst Mitte des 19. Jahrhunderts gegründeten Ludwigshafen war die St.-Ludwig-Kirche. Während der Industrialisierung nahm die Bevölkerung der Stadt rasant zu, so dass im Norden ein weiterer Kirchenbau notwendig wurde. 1889 wurde eine hölzerne Notkirche gebaut und 1891 eine selbständige Pfarrei eingerichtet. 1897 wurde schließlich mit dem Bau der Dreifaltigkeitskirche begonnen. Die nach den Plänen des Architekten Wilhelm Schulte I. errichtete Kirche konnte zwei Jahre später eingeweiht werden.
Im Zweiten Weltkrieg wurde die Kirche schwer beschädigt. Der Wiederaufbau fand in den Jahren 1952 bis 1953 unter der Leitung der Architekten Wilhelm Schulte II. und Heinrich Hebgen statt. 2002 wurden die Pfarreien der Nördlichen Innenstadt St. Dreifaltigkeit, St. Maria und Heilig Kreuz zusammengefasst zur Pfarrei St. Dreifaltigkeit.
Im Jahr 2016 wurden die Pfarreien St. Dreifaltigkeit, St. Gallus und St. Josef, beide im Stadtteil Friesenheim, zur Pfarrei Heilige Cäcilia zusammengefasst.

## Beschreibung
Die Dreifaltigkeitskirche ist eine dreischiffige Hallenkirche im neugotischen Stil. Der 72 Meter hohe Kirchturm ist an der linken Flanke platziert. Beiderseits der Front sind polygonale Treppentürme angeordnet. Der Sandhausteinbau besitzt fünf Joche und ist mit einem Satteldach bedeckt. Der Chor besitzt einen Fünfachtelschluss.
Im Tympanon des Hauptportals befindet sich eine Darstellung der Hl. Dreifaltigkeit. Am Giebeldreieck ist eine große Kreuzigungsgruppe angebracht. Die Fenster lieferte 1953 die Mayer’sche Hofkunstanstalt. Die Orgel wurde von Scherpf erbaut. Das Geläut besteht aus fünf Bronzeglocken der Gießereien Hamm (Frankenthal) und Schilling (Heidelberg).
Die sechste Glocke, die „Heilig Kreuz“, wurde 2017 aus zwei Glocken der profanierten Kirche Heilig Kreuz in Ludwigshafen-West, von der Glockengießerei Bachert in Karlsruhe gegossen und soll an das ehemalige Gotteshaus erinnern.

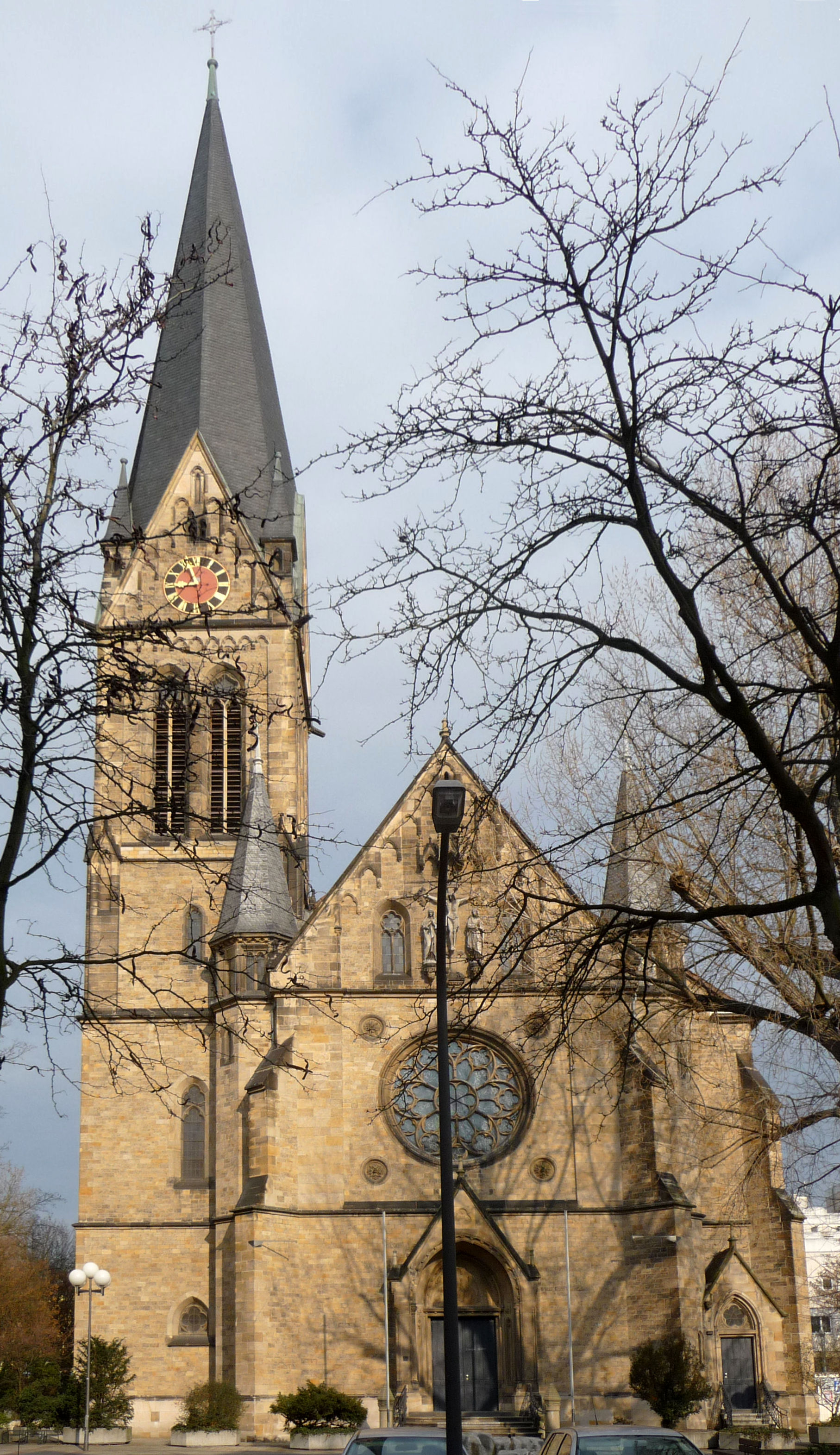
Frontansicht
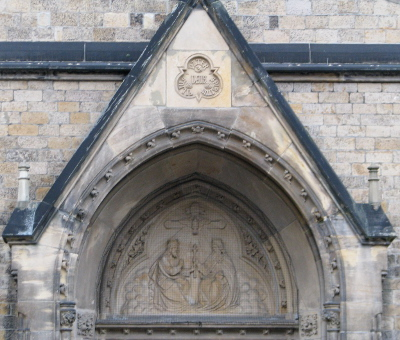
Tympanon
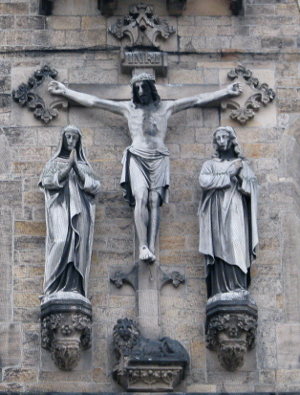
Kreuzigungsgruppe

| Ø (cm) | kg    | Ton |
| ------ | ----- | --- |
| 167    | 2.770 | b0  |
| 150    | 1.760 | c1  |
| 124    | 1.010 | es1 |
| 116    | 880   | f1  |
| 104    | 639   | g1  |
| 91     | 520   | b1  |